# 諾頓星圖
《諾頓星圖》是由伊恩·李德帕斯編輯的天象圖，一套共有16張，首次出版於1910年，現時已出版第20版。這套星圖覆蓋了整個北方和南方的天空，並為業餘天文學家提供了參攷資訊。前17版中使用的「星圖」圖表是由英國教師亞瑟·菲利普·諾頓（1876-1955）繪製的，「星圖」就是以他的名字命名的。諾頓打算將他的星圖與英國天文學家威廉·亨利·史密斯和托馬斯·威廉·韋伯撰寫，並廣受歡迎的觀測手册結合使用，因此這手册中的大多數天體都標記在了他的星圖上。這套星圖也受到專業天文學家的青睞，使其成為當時使用最廣泛、最知名的天體圖集。

## 佈置和投影
《諾頓星圖》之所以廣受歡迎，是因為它就像地球儀一樣，可以方便地將天空分成六個垂直的切片，或成為一部分的區塊。在諾頓專門設計的投影上，繪製的每一個三角形覆蓋了赤經的4個小時，赤緯涵蓋北緯60度到南緯60度。天空的南北極區域由標準方位等距投影上的單獨圖表覆蓋，從天極延伸到南北50度的赤緯。

## 早期版本
在第一版中，諾頓根據比利時天文學家Jean-Charles Houzeau編制的「Uranométrie Générale」恆星目錄編製了他的星表。因為當時沒有建立官方的星座邊界，所以星座的邊界是由恆星之間蜿蜒的虛線表示的。在1933年出版的第5版《星圖》中，儘管由於視網膜後面的血塊，使他左眼的視力嚴重受損，諾頓還是完全重新繪製了星圖。這一次，他使用了《哈佛恆星測光表》來計算恆星的位置和亮度。在第5版中，他採納了國際天文學聯合會在1930年製定的官方星座邊界，銀河系也首次被納入其中。
諾頓再次為1943年出版的第9版重新繪製了星圖，將恆星的星等極限從6.2等擴大到6.35等，並給出了1950年標準曆元的位置，而之前的曆元是1920年。直到1978年出版的第17版《諾頓星圖》之前，即諾頓去世很久之後，一直都沿用第9版的星圖。.

## 手册
除了圖表之外，《諾頓星圖》還包含一個參考資料，其中介紹了觀察員特別感興趣的實用資訊和數據。本文的大部分內容都是出版商和各種專家貢獻的作品。隨著每一個版本的編輯，文字都發展成為一本參考手冊，對業餘天文學家來說就像圖表本身一樣重要。

## 現代
到了20世紀80年代，《諾頓星圖》看起來已經過時了。1989年，出版了一個全新的版本，即第18版，標題為《諾頓2000.0》，以強調其圖表已被重新繪製到2000年新標準曆元的時代。這些圖表是由蘇格蘭愛丁堡的約翰·巴塞洛謬父子有限公司製圖公司通過電腦繪製的，從最新版本的亮星星表中獲取恆星位置和亮度。該星表是《哈佛恆星測光表》修訂後的繼任者，繪製的恆星總數超過8,800顆，視星等達到6.5等。該版本的文本在伊恩·李德帕斯的編輯下進行了廣泛的改寫和重組。有史以來第一次《諾頓星圖》沒有包含諾頓本人撰寫的內容。
2003年的第20板與過去進一步的切割。當時，儘管編輯和撰稿人仍留在英國，但該書的出版轉移到了紐約。在這個版本，圖表被重新繪製，參考的部分也被大量修改，以反映業餘天文學的最新進展。

## 外部連結
- Norton’s Star Atlas – the Editor’s pages (with updates and corrections) （页面存档备份，存于）